# Andrew Carnegie
Andrew Carnegie ([endrjú khárnegí; 25. listopadu 1835, Dunfermline – 11. srpna 1919, Lenox) byl americký průmyslník, obchodník, podnikatel a filantrop skotského původu, jeden z nejslavnějších „loupežných baronů“ pozlaceného věku konce 19. století.

## Biografie
Narodil se v Dunfermline ve Skotsku a do Spojených států se přestěhoval s rodiči ještě jako dítě. V USA zkraje pracoval jako dělník v továrně na cívky. Později se stal zapisovatelem a poslíčkem. Nakonec stoupal v řadě pozic v rámci telegrafní společnosti. Za občanské války byl povolán ke službě v armádě, ale využil možnosti vykoupit se a zaplatit za sebe náhradu. V 70. letech 19. století založil v Pittsburghu společnost Carnegieho ocelárny (Carnegie Steel Company). V 90. letech 19. století byla jeho společnost největším a nejziskovějším průmyslovým podnikem na světě. Carnegie ji v roce 1901 prodal J. P. Morganovi za 400 milionů dolarů (do té doby největší finanční transakce), který následně společnost spojil s Federal Steel Company Elberta H. Garyho a řadou menších oceláren v koncern U.S. Steel.
Se získanými penězi se začal věnovat filantropii a zvláštní důraz kladl na vzdělání, světový mír a vědecký výzkum. V roce 1891 nechal mimo jiné postavit slavnou newyorskou koncertní síň Carnegie Hall. Většinu svých peněz věnoval na zakládání knihoven, škol a univerzit ve Spojených státech, Spojeném království, Kanadě a dalších zemí, ale i na důchodový fond pro své bývalé zaměstnance. Založil též například Carnegie Corporation of New York, Carnegie Endowment for International Peace, Carnegie Institution of Washington, Carnegie Mellon University a Carnegie Museums of Pittsburgh. Často je pokládán za druhého nejbohatšího muže v historii po Johnu D. Rockefellerovi. Jeho život je často zmiňován jako skutečný příklad rags to riches.

## Pocty
V roce 2005 se v soutěži Největší Američan umístil ve stovce největších osobností Spojených států. Na jeho počest byl pojmenován nejvyšší kaktus Carnegia gigantea, známá též jako saguaro. Je po něm pojmenován také sauropodní dinosaurus Diplodocus carnegii (1901).

### Darovaný dinosaurus
Carnegie proslul také jako štědrý donátor odlitků kostry velkého sauropodního dinosaura druhu Diplodocus carnegii, pojmenovaného právě po něm. V letech 1905–1913 daroval několika evropským panovníkům odlitky obří kostry tohoto dinosaura pro jejich přírodovědecká muzea. Diplodokus „Dippy“ se tak díky jeho štědrosti objevil například v Londýně, Paříži, Berlíně, Vídni, Madridu a Sankt Petěrburgu.